# Pseudicius sindbadi
Pseudicius sindbadi är en spindelart som beskrevs av Prószynski 1989. Pseudicius sindbadi ingår i släktet Pseudicius och familjen hoppspindlar. Inga underarter finns listade i Catalogue of Life.